# Luigi Giacobbe
Luigi Giacobbe, né le 1er janvier 1907 à Bosco Marengo, dans la province d'Alexandrie au Piémont et mort le 1er décembre 1995 à Novi Ligure, était un coureur cycliste italien. Professionnel de 1927 à 1936, il a notamment été deux fois deuxième du Tour d'Italie et y a remporté une étape en 1931.

## Palmarès
- 1927
  - Circuito del Medio Po
  - 9e du Tour d'Italie
- 1928
  - Giro del Penice
  - 2e du Tour de Romagne
  - 2e de Rome-Naples-Rome
  - 3e du championnat d'Italie sur route
- 1929
  - 2e du Tour de Romagne
  - 5e du Tour d'Italie
- 1930
  - 2e du Tour d'Italie
- 1931
  - Trois vallées varésines
  - 10e étape du Tour d'Italie
  - 2e du Tour d'Italie
  - 3e du championnat d'Italie sur route
- 1932
  - 2e du Tour de Toscane
  - 3e des Trois vallées varésines
- 1933
  - 2e du Grand Prix de Nice
- 1934
  - 9e du Tour d'Italie

## Résultats sur les grands tours

### Tour de France
3 participations
- 1931 : abandon (10e)
- 1933 : 28e
- 1935 : abandon (15e)

### Tour d'Italie
10 participations
- 1927 : 9e
- 1928 : abandon
- 1929 : 5e
- 1930 : 2e
- 1931 : 2e, vainqueur de la 10e étape,  maillot rose pendant 1 étape
- 1932 : 12e
- 1933 : abandon
- 1934 : 9e
- 1935 : 30e
- 1936 : 21e